# Öldiffusionspumpe

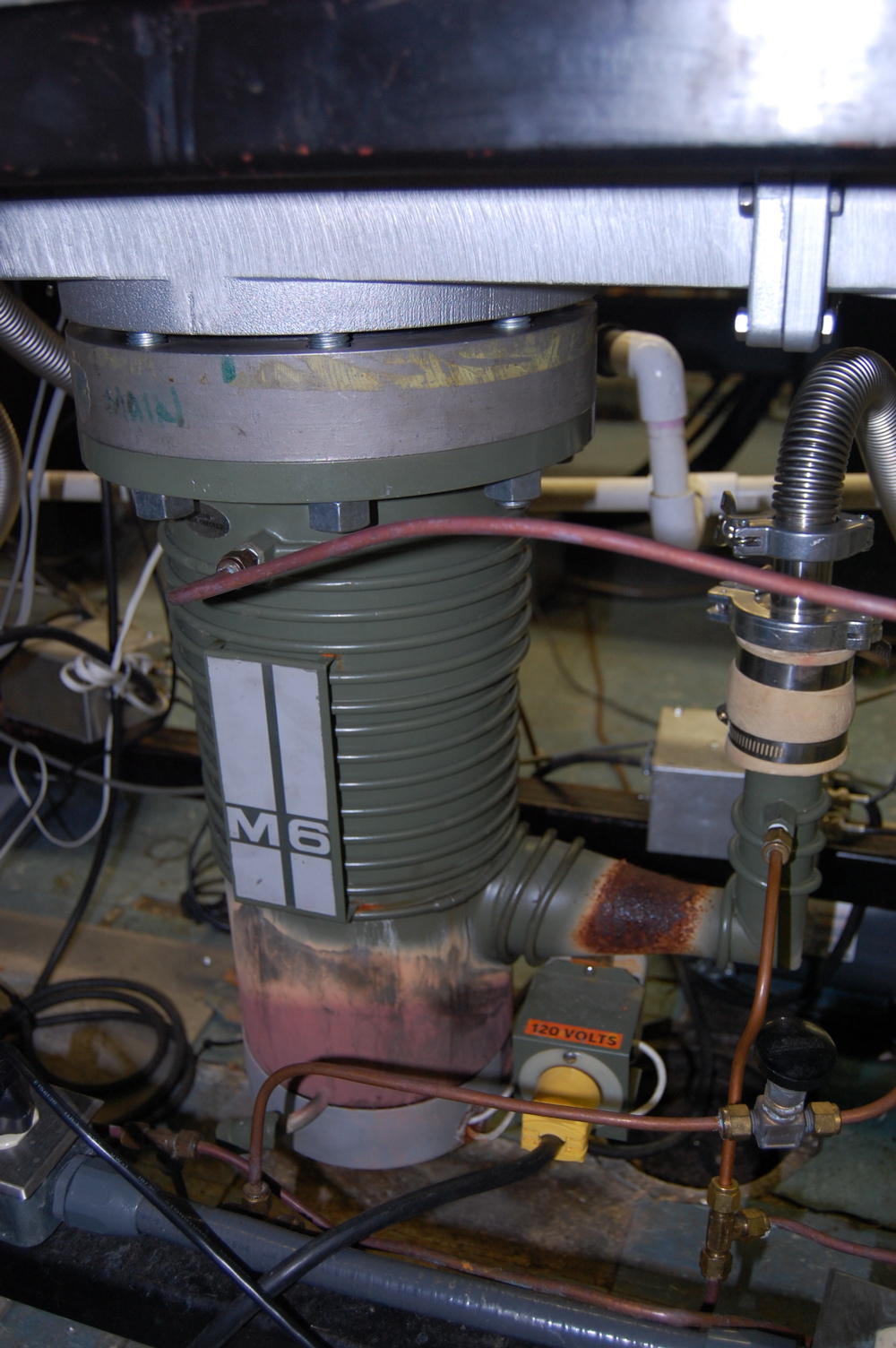
Eine 6-Zoll-Öldiffusionspumpe an eine Vakuumkammer (oben) angeflanscht

Schematischer Aufbau einer Öldiffusionspumpe

Die Öldiffusionspumpe ist eine Hochvakuumpumpe, die nach dem Prinzip einer Strahlpumpe funktioniert. Sie hat keine beweglichen Teile und ist daher sehr zuverlässig und wartungsfreundlich. Sie ist eine Weiterentwicklung der von Wolfgang Gaede 1916 vorgestellten Diffusionspumpe mit Quecksilber als Treibmittel.

## Arbeitsweise
Hauptartikel: Strahlpumpe
Die Pumpe besteht aus einem zylindrischen wasser- oder luftgekühlten Pumpenkörper. Der Boden des Pumpenkörpers ist beheizt (meist elektrisch). Darüber liegt der Siederaum mit dem Treibmittel. Im Siederaum steht das Düsensystem, durch welches das erhitzte Treibmittel mit hohem Druck strömt. Es treten drei bis vier kegelförmige Dampfstrahlen (jeweils eine Pumpstufe) aus, welche an den kalten Wänden kondensieren.
Gasmoleküle, die in den Dampfstrahl gelangen, werden mitgerissen und so nach unten in einen Bereich höheren Druckes gefördert. Dort befindet sich als Ausgang aus der Diffusionspumpe der Vorvakuumstutzen. Durch das Heizen des Treibmittels treten die Moleküle wieder aus und werden von der Vorvakuumpumpe (z. B. Drehschieberpumpe) abgepumpt.
Öldiffusionspumpen benötigen einen Vorvakuumdruck von ca. 0,1 mbar (10 Pa); sie erreichen Enddrücke bis ca. 10−9 mbar (0,1 μPa), je nach Dampfdruck des Treibmittels.
Im Bereich des Dampfstrahls der Hochvakuumstufe treten viele Treibmittelmoleküle aus und gelangen von dort in Richtung Rezipient. Durch Einsatz einer Kühlfalle können über 90 % dieser Moleküle abgefangen werden. Da eine Kontamination mit Pumpenöl die meisten Vakuumprozesse erheblich beeinträchtigt, werden Öldiffusionspumpen häufig mit Kühlfallen kombiniert.

## Treibmittel
Als Treibmittel werden hochmolekulare Stoffe eingesetzt. Das sind etwa Mineralöle, die unter Hochvakuum von den Bestandteilen mit hohem Dampfdruck befreit wurden, Silikone und bestimmte Ester und Äther. Öle auf Mineralölbasis haben Dampfdrücke zwischen 5e-7 mbar (50 μPa) und 2e-8 mbar (2 μPa) bei Zimmertemperatur und eine gute Oxidationsbeständigkeit. Bei höheren Ansprüchen an Dampfdruck (Endvakuum) oder Oxidationsbeständigkeit werden Silikonöle, bestimmte Ester oder Pentaphenylether (Dampfdruck: 10−10 mbar = 10 nPa) eingesetzt.
Als Treibmittel wurde früher ausschließlich Quecksilber verwendet. Abgesehen davon, dass Quecksilberdampf giftig ist, hat Quecksilber bei Kühlwassertemperatur einen relativ hohen Dampfdruck (ca. 10−3 mbar = 0,1 Pa). Bereits um lediglich ein Hochvakuum zu erreichen, muss man eine Kühlfalle zwischen Pumpe und Vakuumbehälter schalten, um den Dampfdruck auf hinreichend niedrige Werte zu reduzieren. Quecksilber-Diffusionspumpen werden nur noch in Sonderfällen benutzt, z. B., wenn in dem zu evakuierenden Behälter ohnehin schon Quecksilber vorhanden ist und deshalb keine Kühlfalle dazwischengeschaltet werden muss.

## Ölrückströmung
Düsenhutdampfsperren (Cold Cap) und/oder Schalendampfsperren (Baffle) verhindern eine Ölrückströmung in den Rezipienten. Dampfsperren bestehen aus gekühlten Prallplatten, die das direkte Durchfliegen von Ölmolekülen verhindern. Um den Temperaturunterschied zu erhöhen, wird zur Kühlung auch flüssiger Stickstoff (<77 K) verwendet.

## Nachteile
Erhebliche Nachteile dieses Pumpentyps sind lange Aufheiz- und Abkühlzeiten. Um diese im Chargenbetrieb (wenn Behälter wiederholt geöffnet und geschlossen werden) zu umgehen, wird mit einer Umgehungsleitung (Bypass) der Rezipient vorevakuiert, bevor die Öldiffusionspumpe zugeschaltet wird.

## Anwendungen
- Hochvakuumpumpe für den Hochvakuumbereich (10−3 bis 10−9 mbar (0,1 Pa bis 0,1 μPa), mit Förderleistungen von {\displaystyle 50\,{\tfrac {l}{\mathrm {s} }}} bis {\displaystyle 1{,}5\,\mathrm {Mio} \,{\tfrac {l}{\mathrm {s} }}} bei 10−6 mbar)